# 小切口角膜基质透镜取出术
小切口角膜基质透镜取出术（英語：Small incision lenticule extraction，缩写SMILE）, 原先被稱為Femtosecond lenticule extraction（FLEx），是眼睛雷射屈光手術的一種，用來矯正近視和散光，由Carl Zeiss Meditec所開發。
根據理論，相較於其他掀角膜辦的手術，SMILE的優勢為最小化侵入，並且因為飛秒雷射相度快速，不會造成周圍組織的損害。對於療程後角膜傷口癒合和發炎反應的研究很有限，有些跡象顯示，與飛秒雷射LASIK相比，與傷口癒合有關的纖維聯蛋白表現較少。因為SMILE手術相對其他矯正手術更新，結果研究還有限，但SMILE術後五年的追蹤結果指出手術五年後結果穩定。